# (2078) Nanking
(2078) Nanking est un astéroïde de la ceinture principale aréocroiseur.

## Description
(2078) Nanking est un astéroïde aréocroiseur. Il présente une orbite caractérisée par un demi-grand axe de 2,37 UA, une excentricité de 0,37 et une inclinaison de 20,2° par rapport à l'écliptique.

## Compléments